# Can You Feel My Heart
«Can You Feel My Heart» es una canción de la banda de rock británica Bring Me the Horizon. Escrito por el vocalista Oliver Sykes, el guitarrista Lee Malia y el tecladista Jordan Fish, fue producido por Terry Date y se incluyó en el cuarto álbum de estudio de la banda en 2013, Sempiternal. La canción también fue lanzada como el cuarto y último sencillo del álbum el 8 de octubre de 2013, alcanzando el número 5 en el UK Rock & Metal Singles Chart.

## Promoción y lanzamiento
La canción fue lanzada en octubre de 2013 como el cuarto y último sencillo de Sempiternal, respaldado con remixes de la canción de Enter Shikari (bajo su alias «Shikari Sound System») y el productor electrónico Jakwob. Más tarde se incluyó como la pista de cierre del primer álbum de video en vivo de la banda, Live at Wembley, lanzado en 2015, y también aparece en su segundo en vivo de 2016 en el Live at the Royal Albert Hall. En junio de 2014, «Can You Feel My Heart» apareció en la banda sonora del videojuego EA Sports UFC.

## Composición y letra
"Can You Feel My Heart" fue una de las primeras canciones de Bring Me the Horizon escritas con el tecladista Jordan Fish, antes de su incorporación oficial a la banda en 2013. Hablando con Sugarscape.com, el bajista Matt Kean recordó que «cuando estábamos escribiendo esta canción, fue la primera vez que nos dimos cuenta de que Jordan... estaba teniendo un gran impacto en la escritura», sugiriendo que influyó en el cambio de dirección de la banda. sobre el resto de Sempiternal. El vocalista Oliver Sykes confirmó esto en una función pista por pista con Metal Hammer, proclamando que «este fue el punto de inflexión; fue el primero en el que Jordan realmente metió los dientes, y obviamente puedes escuchar eso porque es muy pesado en la electrónica». La letra de la canción fue escrita por Sykes, quien ha explicado que «se trata de ser admitido, admitir que tienes un problema y admitir que algo anda mal». Escribiendo para Music Feeds, Mike Hohnen describió «Can You Feel My Heart» como una pista que combina elementos de electrónica y hard rock.

## Vídeo musical
El vídeo musical de «Can You Feel My Heart», dirigido por Richard Sidwell y Alistair Legrand, fue filmado en Los Ángeles, California y lanzado el 16 de agosto de 2013. The Guardian, que estrenó el video, lo describió como «apropiadamente ostentoso» para la canción, destacando que «sigue a un hombre de aspecto angustiado que es perseguido por seres malvados que llevan máscaras de médico de la plaga». Amy Sciaretto de Noisecreep agregó que las personas enmascaradas «acechan y luego "realizan" un procedimiento exploratorio en un joven caballero desprevenido que sangra sangre espesa y negra», extrayendo algo de su estómago. En una característica publicada en abril de 2015, Kerrang! lo clasificó como el quinto mejor video musical de Bring Me the Horizon.
Desde dicha fecha de publicación, la canción supera las 100 millones de visitas en YouTube.

## Recepción de la crítica
Múltiples críticos elogiaron «Can You Feel My Heart» como una buena ilustración del álbum, en particular la presencia de elementos electrónicos impulsados por la incorporación del tecladista Jordan Fish a la banda. Dean Brown de PopMatters explicó que «donde las franjas de electrónica artificial en el [álbum anterior] There Is a Hell... sonaban desconectadas de la música, las contribuciones de Jordan Fish aquí se incorporan a la perfección y son audibles desde los brillantes comienzos del abridor "Can You Feel My Heart"». Mike Diver de BBC Music señaló que la pista, junto con el sencillo anterior «Sleepwalking», «presenta nuevas texturas sintéticas a la vanguardia de la mezcla BMTH». Otras reseñas publicadas por AllMusic, Alternative Press y Exclaim! identificó el abridor de Sempiternal como un punto culminante del álbum. El escritor de The Guardian, Dom Lawson, fue menos positivo, criticando el "dubstep swagger y los sintetizadores exagerados" de la canción.
"Can You Feel My Heart" también se ha incluido en varias listas de comentaristas de las mejores canciones de Bring Me the Horizon. Alternative Press la incluyó en el número dos de su lista en mayo de 2015. Loudwire lo clasificó en el número seis en mayo de 2014, y AXS lo nombró el séptimo mejor en mayo de 2015. El escritor de Metal Hammer, Luke Morton, la clasificó como la quinta mejor canción de la banda, destacándola como "el punto en el que cambió el juego del metal" debido a su uso de la electrónica, que afirmó era "el mejor uso de la electrónica en una canción de BMTH".

## Desempeño comercial
"Can You Feel My Heart" debutó en el UK Rock & Metal Singles Chart en el número 26 el 7 de abril de 2013, tras el lanzamiento de Sempiternal. Más tarde alcanzó su posición máxima en el top 5 de la lista el 20 de octubre, después de que fuera lanzado como el cuarto y último sencillo del álbum, y pasó un total de 12 semanas en el top 40. La canción volvió a entrar en la lista en enero de 2021 y volvió a subir a su posición máxima el 22 de enero de 2021. En los Estados Unidos, el sencillo alcanzó el número 26 en la lista Billboard Mainstream Rock y el número 39 en la lista Hot Rock & Alternative Songs.

## Popularidad en TikTok
A principios de 2021, la canción ganó popularidad en la plataforma de vídeos TikTok gracias a que los usuarios usaron la canción para sus vídeos. Debido a su éxito en TikTok, la canción ocupó el puesto número uno en Hard Rock Streaming Songs de Billboard. La canción comenzó a ser usada por la comunidad de internet que se dedica a la creación de vídeos y memes usando de modelo de memes al modelo ruso Ernest Khalimov (conocido en internet como "Giga Chad"). Incluso la banda lanzó un remix en 2021 junto con el TikToker y rapero estadounidense Jeris Johnson.
En 2023, "Can You Feel My Heart" fue muestreado en la canción "Automotivo Bibi Fogosa" de la cantante brasileña Bibi Babydoll y el productor musical DJ Brunin XM, que se volvió viral en TikTok y encabezó los charts en Ucrania durante la invasión rusa.

## Listado de canciones
Descarga digital
| N.º | Título                                               | Duración |  |
| 1.  | «Can You Feel My Heart»                              | 3:48     |  |
| 2.  | «Can You Feel My Heart» (Shikari Sound System remix) | 4:24     |  |
| 3.  | «Can You Feel My Heart» (Jakwob remix)               | 4:33     |  |

7" picture disc
| 7" picture pic |                                                      |          |  |
| N.º            | Título                                               | Duración |  |
| 1.             | «Can You Feel My Heart»                              | 3:49     |  |
| 2.             | «Can You Feel My Heart» (Shikari Sound System remix) | 4:26     |  |

## Posicionamiento en listas
| Listas (2014-2021)                            | Mejor posición |
| --------------------------------------------- | -------------- |
| Eslovaquia (Singles Digitál Top 100)          | 94             |
| Estados Unidos (Hot Rock & Alternative Songs) | 39             |
| Estados Unidos (Mainstream Rock)              | 26             |
| Global 200 (Billboard)                        | 186            |
| Reino Unido (UK Rock & Metal Singles)         | 5              |
| República Checa (Singles Digitál Top 100)     | 96             |

## Certificaciones
| País        | Organismo certificador | Certificación | Ventas certificadas | Ref.   |
| ----------- | ---------------------- | ------------- | ------------------- | ------ |
| Portugal    | AFP                    | Oro           | 10 000              | [ 38 ] |
| Reino Unido | BPI                    | Oro           | 400 000             | [ 39 ] |